# 伊藤恭一 (政治家)

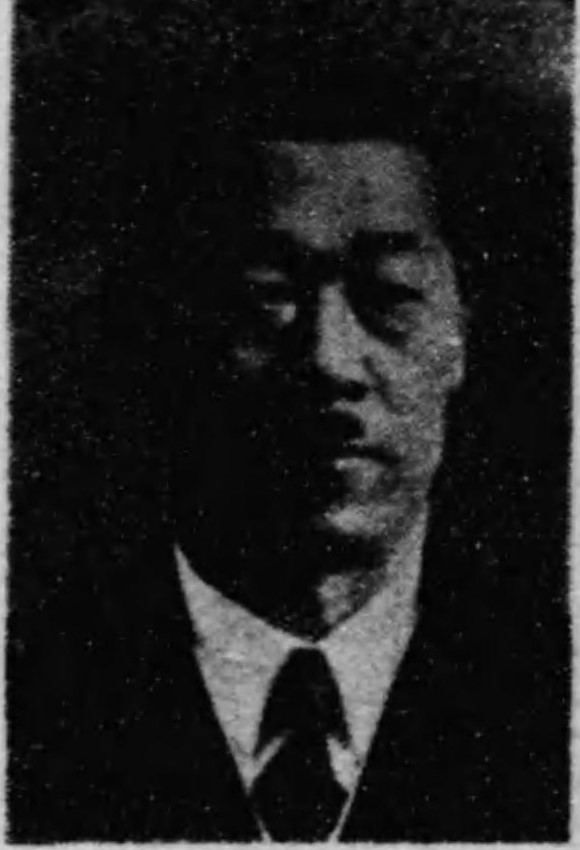
伊藤恭一

伊藤 恭一（いとう きょういち、1888年（明治21年）4月15日 - 1950年（昭和25年）3月16日）は、明治末から昭和前期の教育者、政治家。衆議院議員。

## 経歴
岐阜県恵那郡付知村（付知町を経て現中津川市付知町）で、伊藤文弥の三男として生まれる。付知小学校卒業後、検定試験で准教員の資格を得て郷里の学校で教員を務め、1910年（明治43年）3月、岐阜県師範学校を卒業した。
加納小学校訓導に就任。以後、付知小学校訓導、同校長、岐阜県視学、岐阜市白山小学校長、同市徹明小学校長などを歴任。さらに、白山商工実修学校長、徹明商業青年学校長、岐阜県教員購買組合監事、同県国民学校長会副会長、大日本教育会岐阜県支部参与などを務めた。
1946年（昭和21年）4月の第22回衆議院議員総選挙で岐阜県全県区から無所属で出馬して初当選。1947年（昭和22年）4月の第23回総選挙で岐阜県第2区から民主党公認で出馬して再選され、衆議院議員に連続2期在任した。この間、国民党中央常任委員、国民協同党中央常任委員、民主党総務などを務めた。